# Craugastor silvicola
Espèce
Synonymes
- Eleutherodactylus silvicola Lynch, 1967

Statut de conservation UICN

 DD  : Données insuffisantes
Craugastor silvicola est une espèce d'amphibiens de la famille des Craugastoridae.

## Répartition
Cette espèce est endémique de l'État d'Oaxaca au Mexique. Elle se rencontre de 1 450 à 1 600 m d'altitude à Santo Domingo Zanatepec.

## Description
La femelle holotype mesure 40,2 mm

## Publication originale
- Lynch, 1967 : Two new Eleutherodactylus from Western Mexico (Amphibia: Leptodactylidae). Proceedings of the Biological Society of Washington, vol. 80, p. 211-218 (texte intégral).